# Au gré des ondes
Au gré des ondes est un recueil de six pièces pour piano d'Henri Dutilleux composées en 1945 et 1946.

## Présentation
Au gré des ondes consiste en six petites pièces pour piano composées entre début 1945 et début 1946.  
Avant d'être réunies sous ce titre par l'éditeur Leduc, qui publie le recueil en 1946, elles sont à l'origine conçues comme des illustrations musicales destinées à la radio. Les pièces 1, 3, 4 et 6 sont ainsi créées par « diffusion radiophonique en mai 1945, sans doute avec le compositeur au piano. Il est possible que 2 et [5] n'aient été enregistrés et donc diffusés qu'en avril 1946 », en revanche.  
L'œuvre existe aussi dans une orchestration de Kenneth Hesketh réalisée en 2014 et publiée en 2015 par Leduc.  

## Structure
Les six petites pièces d'Au gré des ondes sont :
1. Prélude en berceuse, dédié à Claude Pascal[1], « paisible étude présentant de limpides figurations par-dessus un accompagnement berceur dont le chaste détachement fait songer à Ravel[3] » ;
2. Claquettes, dédié à Jacqueline Bonneau[1], pièce qui apporte au cycle « le contraste de sa rapidité de mouvement et de sa manière humoristique[3] » ;
3. Improvisation, dédié à Pierre Sancan[1], qui « se concentre sur l'intégration simple mais efficace de la mélodie et de l’accompagnement[3] » ;
4. Mouvement perpétuel, dédié à Léon Kartun (pianiste rescapé des camps de prisonniers)[1], qui « amuse par son approche robuste et incisive d'une technique assez similaire[3] » ;
5. Hommage à Bach, dédié à Claude Arrieu[1], qui « est un « air » mélancolique dont les contours et les dessins constituent une approche très française du maître baroque[3] » ;
6. Étude, dédié à Geneviève Joy[1], qui vient « conclure la séquence d'ensemble avec son irrésistible verve rythmique[3] ».

Dans le recueil, Guy Sacre distingue particulièrement « le Prélude en berceuse, pour l'étrange glissement modal de son thème (fa /fa  en si mineur), l'Hommage à Bach, pastiche délicat et point dénué d'émotions, ainsi que l'Étude finale, spirituelle et toute piquetée de staccatos ».    
La durée moyenne d'exécution de l'ensemble est de douze minutes environ.    
Dans le catalogue des œuvres d'Henri Dutilleux établi par le musicologue Pierre Gervasoni, le recueil porte le numéro PG 30.    

## Discographie
- Henri Dutilleux: Complete Solo Piano Music, John Chen (piano), Naxos 8.557823, 2007.
- Henri Dutilleux: The Centenary Edition, CD 6, Anne Queffélec (piano), Erato 0825646047987, 2015[6].
- Dutilleux: Complete Music for Piano Solo, Vittoria Quartararo (piano), Piano Classics PCL10167, 2021.